# The Bard's Tale (joc video din 2004)
Bard's Tale este un joc video de rol dezvoltat de InXile Entertainment și distribuit în 2004 de Vivendi Universal Games. Prezentat ca o parodie plină de umor a jocurilor fantasy video de rol (din categoria cărora originalul Bard's Tale este dat ca prim exemplu), acest joc are mai multe caracteristici comune cu jocurile moderne de consolă cum ar fi Baldur's Gate: Dark Alliance.
Bard's Tale a fost produs pentru PlayStation 2 și Xbox în octombrie 2004. Pentru Microsoft Windows jocul a apărut pe 28 iulie 2005. Jocul a fost relansat în decembrie 2009 pe platforma Steam (a Valve Corporation). O versiune pentru iOS a apărut în decembrie 2011 pentru iPhone și iPad.

## InXile Entertainment
Compania InXile Entertainment a fost întemeiată de Brian Fargo, fost director executiv la Interplay. Până la Bard's Tale, Brian Fargo a produs Fallout Tactics, MDK 2, Giants: Citizen Kabuto, Messiah, Sacrifice, Lost Wikings și alte jocuri.

## Parodie
Încă de la început devine evident faptul că jocul este o parodie a jocurilor video de rol. Bard's Tale satirizează clișeele din aceste jocuri: ca de exemplu omorâtul șobolanilor pentru creșterea experienței. 

## Fundal
Personajul principal, un bard, este un aventurier fără scrupule, pasiunile lui în viață fiind banii și femeile. Spre deosebire de restul jocurilor RPG, bardul nu-și folosește cântecele pentru a îmbunătăți performanțele colegilor săi ci invocă diferite creaturi care să-l ajute în lupte (fapt ce-l apropie mai mult de clasa summoner decât bard). Pentru fiecare creatură invocată trebuie ca jucătorul să apese o anumită secvență de taste (care este o abordare a jocului pentru PS2 și Xbox, nu pentru PC).

## Gameplay
Jocul, deși este și pentru PC, arată ca un joc tipic pentru consolă.
Sistemul de inventar este simplificat (specific consolelor): orice obiect găsit este transformat în aur dacă este mai slab decât cel cu care jucătorul este deja echipat. Toate dialogurile sunt vorbite, jucătorul are de ales între replicile nice și snarky, care sunt echivalentul a good și evil din jocurile gen Fable sau Star Wars: Knights of the Old Republic.